# Augustohahnia
Augustohahnia is een geslacht van halfvleugeligen uit de familie schuimcicaden (Cercopidae). De wetenschappelijke naam van dit geslacht is voor het eerst geldig gepubliceerd in 1920 door Schmidt.

## Soorten
Het geslacht Augustohahnia omvat de volgende soorten:
- Augustohahnia barbata Schmidt, 1920
- Augustohahnia binotata (Jacobi, 1921)